# グリーゼ176b
グリーゼ176b（英語: Gliese 176 b）は、おうし座の方角に約31光年の位置にある赤色矮星グリーゼ176の周囲を公転している、スーパーアースに分類される太陽系外惑星である。
当初の発表では、惑星の公転周期と主星の自転周期である40日を混同して、地球の25倍の下限質量を持つ公転周期が10.24日の惑星であるとされたが、その後の測定で主星の自転による影響を除外した結果、より正確な惑星の軌道と下限質量の値を得ることができた。
この惑星は、主星の磁気圏の中を公転している。表面温度は 450 K（177 ℃）程度であると計算されており、これは「熱平衡」温度に近い。
ほぼ岩石質の核を持つと考えられているが、真の質量については分かっていない。地球に対しての軌道の向きが真正面（軌道傾斜角が0度）に近い場合は、真の質量は現在知られている下限質量よりもかなり大きいことになる。その場合、この惑星は天王星やグリーゼ436b等のようにガスから成る外層大気を持っている可能性がある。